# Fredorada de gener de 1947
La fredorada de gener de 1947 es va iniciar cap al 23 de gener amb una ràpida entrada cap a la península Ibèrica d'aire fred del nord i de l'est. En general es va destacar per les fortes nevades no pas pel fred especialment intens ni per la durada d'aquest episodi fred. La recuperació de la temperatura va ser ràpida a partir de la primera quinzena de febrer.
Hi va haver nevades a llocs com Girona i Tarragona A Barcelona només va nevar a les parts altes de Collserola, essent la temperatura mínima a l'observatori Fabra el dia 26 de gener de -2,4 °C. El 27 de gener la ciutat de Manresa va enregistrar -15 °C.
A Madrid hi va haver una nevada de 20 cm, també a Sevilla hi va arribar a nevar però feblement. A Palma, la neu va caure però sense agafar al terra. A Vitòria-Gasteiz la temperatura va baixar fins a -13,2 °C. A Reinosa (Cantàbria) es va arribar als -16 °C. Molina de Aragón va enregistrar el 31 de gener de 1947 -26,7 °C. A França aquesta onada de fred no va estar entre les més importants dels darrers cent anys.

## Afectació del transport
Dos trens de vapor van quedar sepultats per la neu a Font Picant, dels quals només sobresortia la xemeneia. Es va trigar dos dies a rescatar els passatgers els quals mentrestant es van poder alimentar amb les provisions que portaven dos companys de viatge estraperlistes. A la localitat d'Els Remeis la neu va arribar a més de tres metres d'altura.